# Lockheed Model 9 Orion
Lockheed Model 9 Orion là một loại máy bay chở khách một động cơ, chế tạo vào năm 1931 cho các hãng hàng không thương mại. Nó là máy bay chở khách đầu tiên có kiểu ba càng đáp và nhanh hơn bất kỳ máy bay quân sự nào vào thời điểm đó. Do Richard A. Von Hake thiết kế, nó là mẫu thiết kế một tầng cánh bằng gỗ cuối cùng do hãng Lockheed Aircraft Corporation chế tạo.

## Biến thể
Orion 9
Orion 9A Special
Orion 9B
Orion 9C
Orion 9D
Orion 9E
Orion 9F
Orion 9F-1
UC-85
Orion-Explorer

## Quốc gia sử dụng
Thụy Sĩ
- Swissair

 Cộng hòa Tây Ban Nha
- Không quân Cộng hòa Tây Ban Nha từ LAPE

 Hoa Kỳ
- American Airways
- Air Express
- Bowen Air Lines
- Northwest Airways
- Transcontinental and Western Air
- Không quân Lục quân Hoa Kỳ
- Varney Speed Lines
- Wyoming Air Service

## Tính năng kỹ chiến thuật (Orion 9D)
Dữ liệu lấy từ The Complete Encyclopedia of World Aircraft
Đặc điểm tổng quát
- Tổ lái: 1
- Chiều dài: 28 ft 4 in (8,64 m)
- Sải cánh: 42 ft 9.25 in (13,04 m)
- Chiều cao: 9 ft 8 in (2,95 m)
- Diện tích cánh: 294,1 ft² (27,32 m²)
- Trọng lượng rỗng: 3.640 lb (1.651 kg)
- Trọng lượng cất cánh tối đa: 5.200 lb (2.359 kg)
- Động cơ: 1 × Pratt & Whitney Wasp S1D1, 550 hp (410 kW)

 Hiệu suất bay 
- Vận tốc cực đại: 192 kn (220 mph, 354 km/h)
- Vận tốc hành trình: 178 kn (205 mph, 330 km/h)
- Tầm bay: 652 nmi (750 mi, 1.159 km)
- Trần bay: 22.000 ft (6.705 m)